# Piperacillin
Piperacillin ist ein β-Lactam-Antibiotikum, welches in seiner Strukturformel einen viergliedrigen Lactam-Ring enthält und zur Gruppe der Acylaminopenicilline gehört. Dieser Wirkstoff hat das breiteste Wirkungsspektrum aller Penicilline (inklusive Pseudomonas und Enterobakterien).

## Klinische Angaben

### Wirkungsspektrum
Das Wirkungsspektrum von Piperacillin geht über das von Benzylpenicillin hinaus. Es wirkt  gegen gramnegative Stäbchen, Enterobakterien und Anaerobier. Die Wirksamkeit gegenüber grampositiven Kokken ist schlechter als die von Benzylpenicillin, gilt aber als ausreichend und ist mit der von Amoxicillin vergleichbar.

### Anwendungsgebiete (Indikationen)
Zur Behandlung akuter und chronischer bakteriellen Infektionen verschiedenster Lokalisation und Intensität, die durch Piperacillin-empfindliche Erreger verursacht werden, wie:
- Therapie von Infektionen, bei denen gramnegative Stäbchen als Erreger anzunehmen sind wie Urogenitalinfektionen, einschließlich Pyelonephritis, Zystitis und Urethritis. Zudem ist Piperacillin wirksam bei akuten, unkomplizierten Infektionen, verursacht durch Neisseria gonorrhoeae, einschließlich der Prostatitis
- intraabdominelle Infektionen, wie Infektionen der Gallenwege, Peritonitis und intraabdominelle Abszesse (häufig verursacht durch gramnegative und/oder anaerobe Organismen der normalen Darmflora)
- gynäkologische Infektionen, wie beispielsweise Endometritis, Abszesse und Entzündungen des Beckens, Adnexitis
- Lungenentzündungen beatmeter Patienten beziehungsweise bei Pneumonien mit Pseudomonas aeruginosa als wahrscheinlichem Erreger
- schwerer Sepsis, bakterielle Endokarditis
- Haut- und Weichteilinfektionen, einschließlich Infektionen nach Unfällen, chirurgischen Eingriffen und infizierten Verbrennungen
- Knochen- und Gelenkinfektionen – einschließlich Osteomyelitis
- Septikämie (Bezeichnung für die Gesamtinfektion des menschlichen Organismus, die durch Bakterien oder Toxine im Blut verursacht wird)
- nosokomialer Infektionen verursacht durch den Erreger Pseudomonas aeruginosa, hier ist Piperacillin das bevorzugte Penicillin zur kalkulierten  Chemotherapie (Initialtherapie bei noch nicht vorliegender Keimanalyse, die sich an dem zu erwartenden Keimspektrum orientiert)[5]

### Gegenanzeigen (Kontraindikationen)
Wegen der Gefahr eines anaphylaktischen Schocks darf Piperacillin bei Patienten
mit erwiesener Penicillin-Überempfindlichkeit nicht angewendet werden. Eine Kreuzallergie mit anderen β-Lactam-Antibiotika kann bestehen. Bei Patienten mit allergischen Erkrankungen in der Anamnese, wie Asthma bronchiale, allergische Rhinitis, Urtikaria (Nesselsucht), ist das Risiko für schwerwiegendere  Überempfindlichkeitsreaktionen bei Injektions- beziehungsweise Infusionsbehandlung erhöht, weshalb Piperacillin in solchen Fällen nach strenger Indikationsstellung mit besonderer Vorsicht angewandt werden sollte.
- Anwendung in Schwangerschaft und Stillzeit:

Da keine Erfahrungen über die Anwendung beim Menschen in der Schwangerschaft und Stillzeit vorliegen, sollte Piperacillin in der Schwangerschaft und Stillzeit nicht angewendet werden.

### Unerwünschte Wirkungen (Nebenwirkungen)
Im Folgenden das Wichtigste zu möglichen, bekannten Nebenwirkungen von Piperacillin. Diese unerwünschten Arzneimittelwirkungen müssen nicht auftreten, können aber. Jeder Patient reagiert unterschiedlich auf Medikamente.
- Gelegentliche Nebenwirkungen:

Arzneimittelexantheme als äußere Erscheinungen (Manifestationen) einer Arzneimittelallergie oder einer Pseudoallergie in Form von Hautausschlägen, Hautrötung, Juckreiz und Schleimhaut-Entzündungen; Purpura (kleinfleckige Kapillarblutungen in die Haut, Unterhaut (Subkutis) oder die Schleimhäute  welche bei hohen Dosierungen auftreten); Serumkreatinin-Anstieg; Blutharnstoffkonzentrationsanstieg; Kopfschmerzen.
- Seltene Nebenwirkungen:

Schwere allergische Reaktionen wie Arzneimittelfieber; Gelenkschmerzen; Eosinophilie; angioneurotisches Ödem (Quincke-Ödem); Schlundschwellung; Serumkrankheit; Blutarmut durch Auflösung roter Blutkörperchen; allergische Gefäßentzündung; Nierenentzündung; Erythema exsudativum multiforme; Stevens-Johnson-Syndrom; ein verringerter Hämoglobin-Wert (Anämie); Mangel an festen Blutbestandteilen; essentielle Thrombozythämie d. h. einer starken Vermehrung der Thrombozyten (Blutplättchen) im Blut.

## Pharmakologische Eigenschaften

### Pharmakokinetik
Die Acylaminopenicilline sind nicht β-Lactamase- und säurestabil. Sie werden nach oraler Gabe nicht resorbiert und müssen parenteral – entweder intravenös oder intramuskulär – verabreicht werden. Nach intravenöser Bolusinjektion von 1 Gramm Piperacillin werden Plasmakonzentrationen von 70 mg·L−1 gemessen, bei höherer Dosierung können Konzentrationen von 400 mg·L−1 oder mehr erreicht werden. Durch die rasche Penetration in die Bakterienzellwand wird eine gute Kryptizität erreicht. Die maximalen Plasmaspiegel sind niedriger nach intravenöser Kurzinfusion. Die Plasmaproteinbindung beträgt 20 % und die Bioverfügbarkeit ist 100 % bei intravenöser, 70 bis 80 % bei intramuskulärer Applikation. Da der Wirkstoff rasch und überwiegend unverändert mit einer Eliminationshalbwertszeit von 65 Minuten zu 80 % (durch glomeruläre Filtration und durch tubuläre Sekretion) renal, zu einem  Anteil von  6 bis 15 % durch biliäre Exkretion eliminiert wird, nehmen die Konzentrationen rasch ab.
Durch die Kombination des β-Lactamase-labilen Piperacillins mit einem β-Lactamase-Inhibitor, wie beispielsweise Tazobactam, kann die Antibiotika-Resistenz von Bakterien gegen β-Lactamase-labile Penicilline überwunden werden (Zudem besteht ein erweitertes Spektrum bei der Initialtherapie lebensbedrohlicher abdominaler Infektionen). β-Lactamase-Inhibitoren üben keine oder kaum direkte antibakterielle Aktivität aus. Sie blockieren bestimmte, klinisch häufig vorkommende β-Lactamasen irreversibel. Die meisten plasmidvermittelten Penicillinasen werden gehemmt, weniger oder gar nicht die chromosomal vermittelten Cephalosporinasen. Die pharmakokinetischen Eigenschaften der beiden Kombinationspartner sind ähnlich (Zur Behandlung von Pseudomonas-Infektionen wird die Kombination mit einem Aminoglykosid oder einem Chinolon der zweiten Generation empfohlen).

## Handelsnamen
Monopräparate
zahlreiche Generika (D)
Kombinationspräparate
Piperacillin/Tazobactam im Verhältnis 8:1 (D, A, CH), Pipitaz (A), Tazobac (D, CH), Tazonam (A)